# Mikrókampos
Mikrókampos är en ort i Grekland.   Den ligger i prefekturen Nomós Kilkís och regionen Mellersta Makedonien, i den norra delen av landet, 300 km norr om huvudstaden Aten. Mikrókampos ligger 74 meter över havet och antalet invånare är 1 207.
Terrängen runt Mikrókampos är platt västerut, men österut är den kuperad. Runt Mikrókampos är det ganska tätbefolkat, med 58 invånare per kvadratkilometer. Närmaste större samhälle är Kilkis, 18,8 km norr om Mikrókampos. Trakten runt Mikrókampos består till största delen av jordbruksmark.